# Lopúchov
Lopúchov je obec na Slovensku v okrese Bardejov. Žije zde 311 obyvatel, první písemná zmínka pochází z roku 1345. Nachází se zde římskokatolický kostel Panny Marie Růžencové z roku 1913 a klasicistní evangelický kostel z počátku 19. století.